# Château fort de Bosselstein
Le château fort de Bosselstein (en allemand : 'Burg Bosselstein') est les ruines d'un château perché au-dessus du quartier d'Oberstein à Idar-Oberstein dans l'Arrondissement de Birkenfeld dans le Hunsrück.

## Situation géographique
Le château fort est situé sur le Kirchenfelsen en français : « Rocher de l'église », un récif rocheux accidenté au-dessus de la Felsenkirche, au-dessus de la vallée de la Nahe et à côté du château Oberstein.

## Histoire
Le château fort Bosselstein a été construit au XIIe siècle par les seigneurs de Stein (Oberstein) et a été mentionné pour la première fois dans un document en 1197. À partir de 1600, le château n'était plus habité et arriva en 1945 comme ruine en Rhénanie-Palatinat. La Direction générale du patrimoine culturel de Rhénanie-Palatinat en est chargée aujourd'hui.
Le moignon du bergfried rond ainsi que les vestiges du palas et des remparts sont encore conservés de l'ensemble du château.

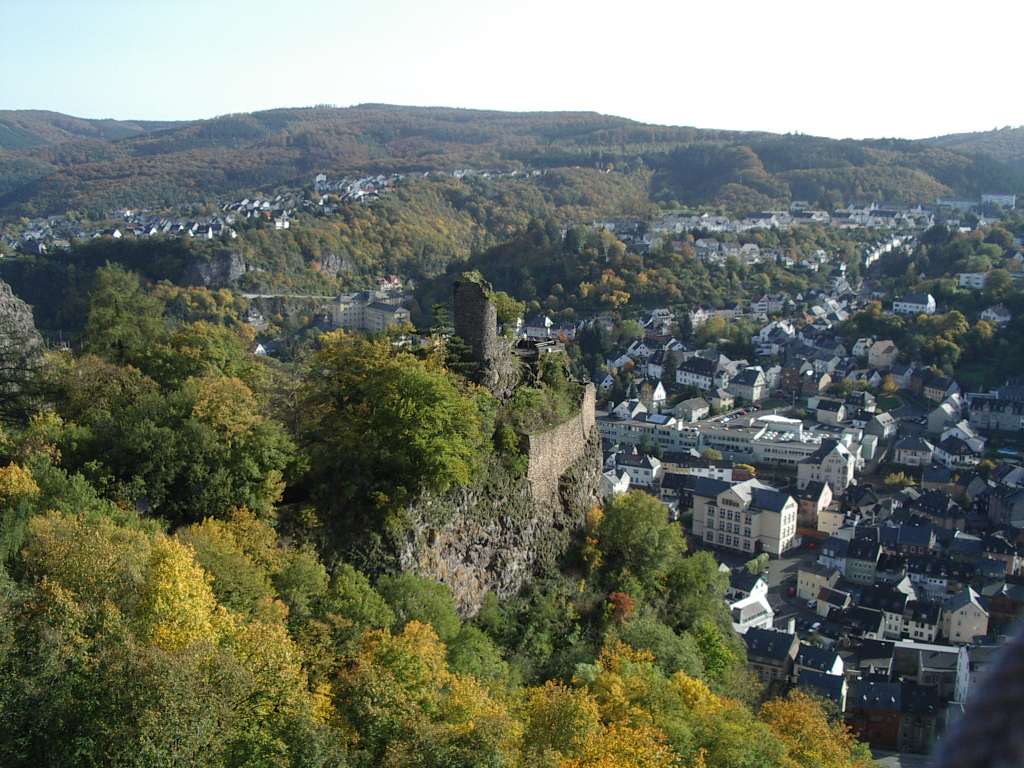
Ruine Bosselstein
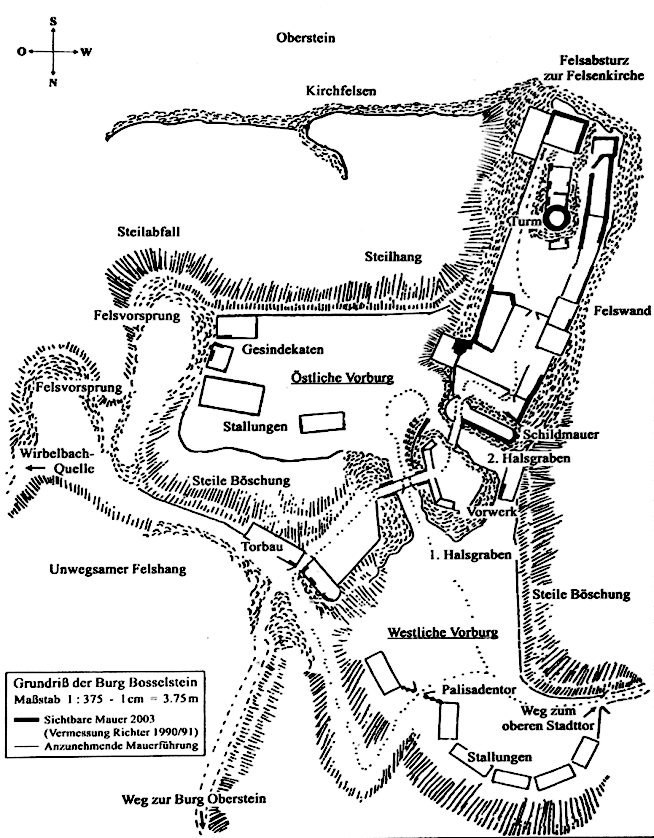
Plan
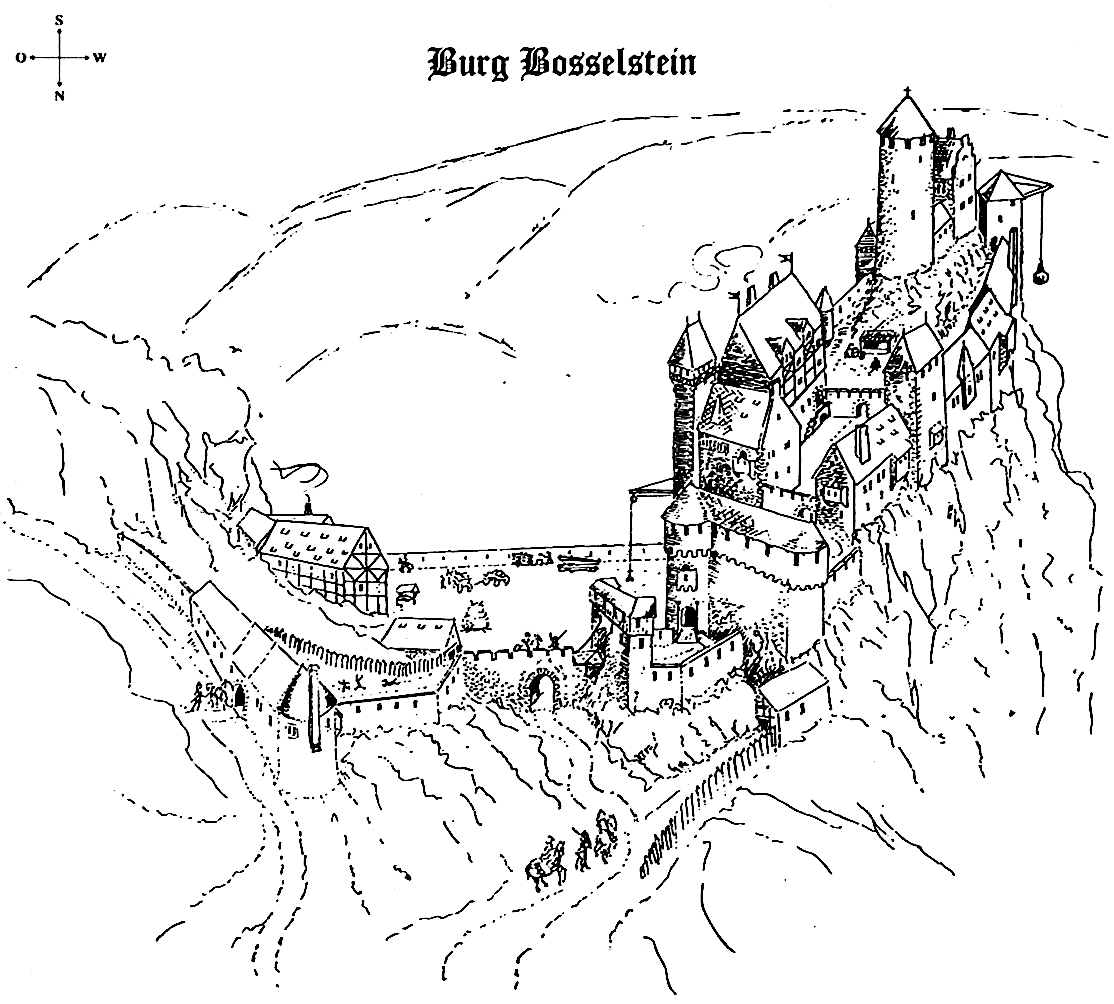
Dessin de reconstitution
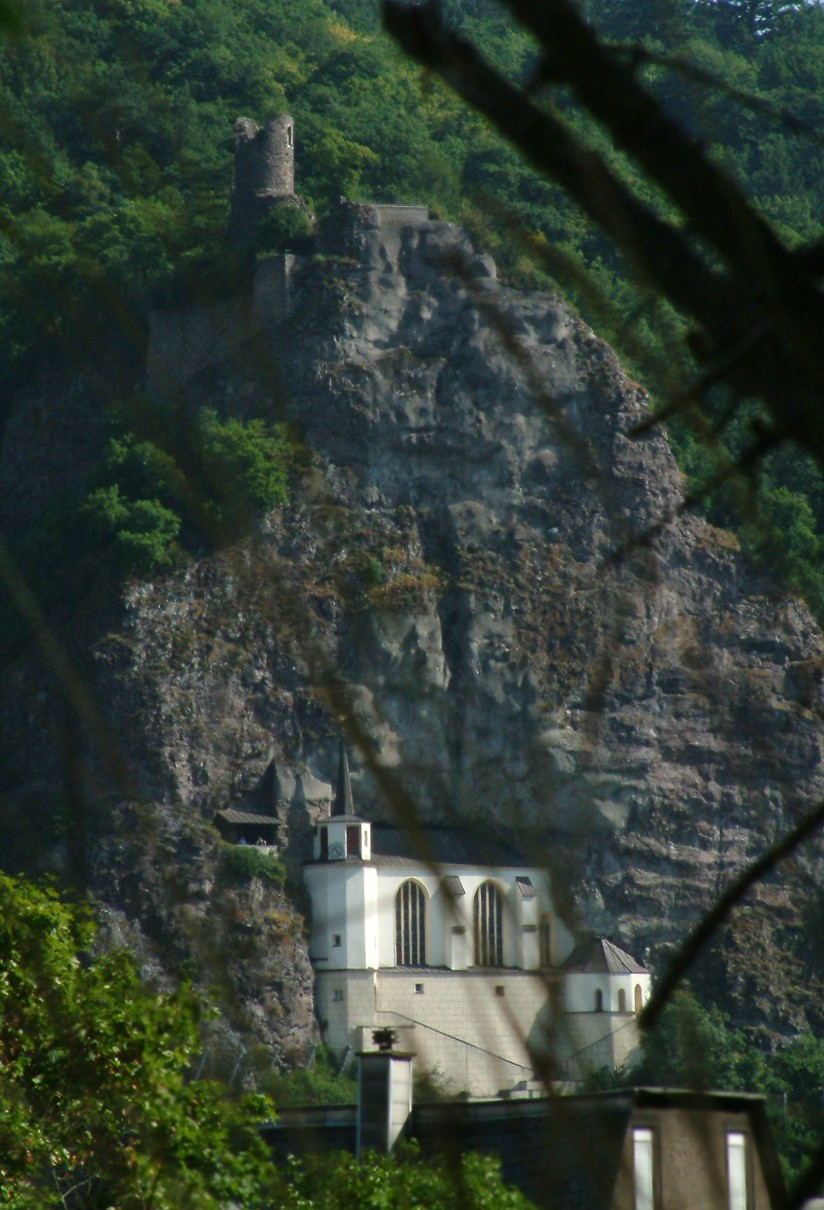
Bosselstein, en contrebas de la Felsenkirche

## Littérature
- Albert Ehrenhart Fichtel : Burg Bosselstein. Brief des Burgenvereins Schloss Oberstein, Sonderdruck 2003
- Alexander Thon, Stefan Ulrich u. Achim Wendt, « … wo trotzig noch ein mächtiger Thurm herabschaut ». Burgen im Hunsrück und an der Nahe, Regensburg : Schnell & Steiner 2013,  (ISBN 978-3-7954-2493-0), p. 118–121